# Jeff Walker
Jeffrey Walker (St Helens, 25 marzo 1969) è un bassista e cantante britannico.
È noto per il suo lavoro con il gruppo grindcore Carcass e prima ancora con il gruppo punk Electro Hippies; è il bassista del gruppo grindcore messicana Brujeria (con lo pseudonimo El Cynico, "Il cinico").

## Biografia

### L'era post-Carcass

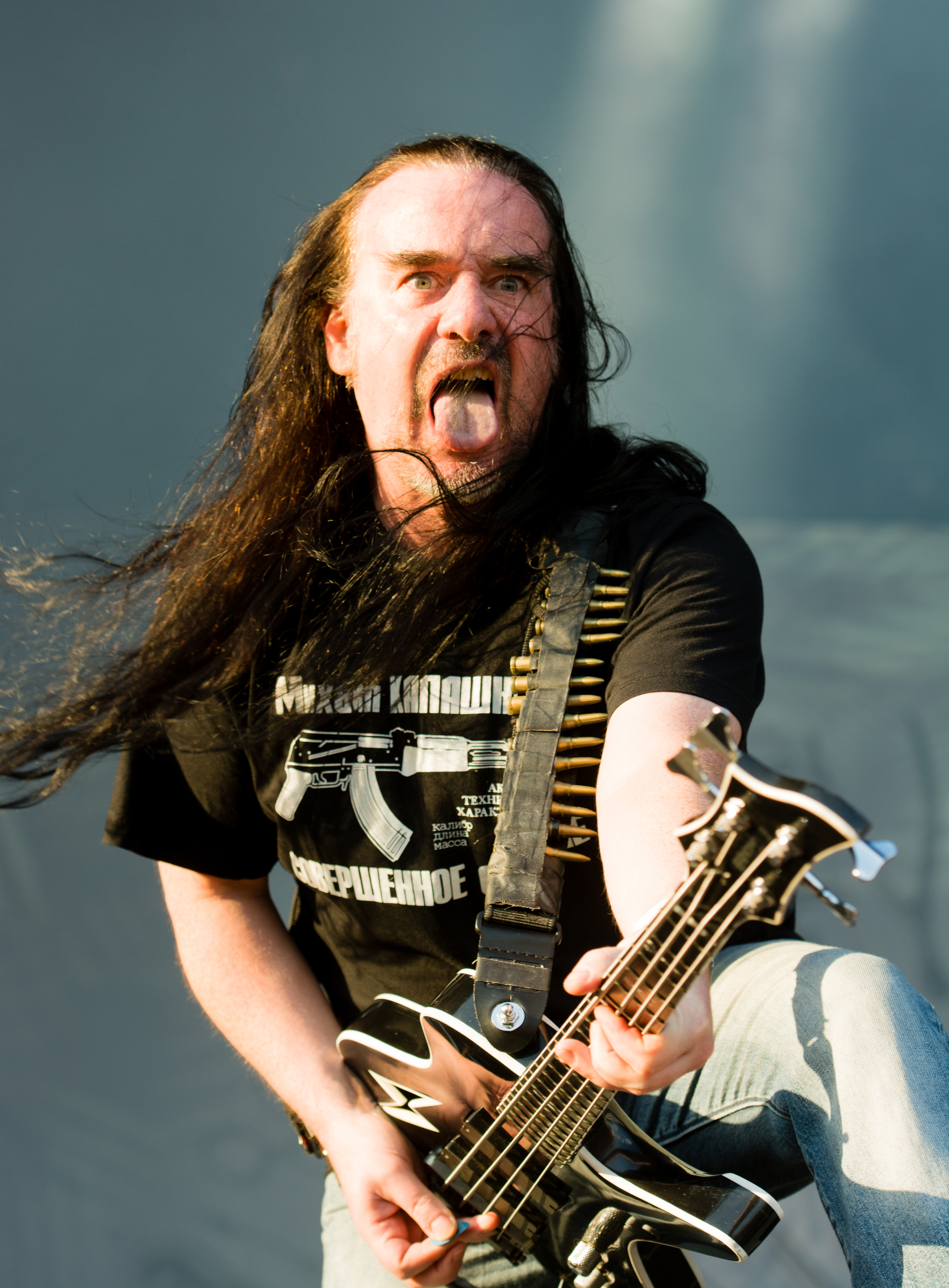
Jeff Walker nel 2016

Dopo la fine dei Carcass, ha fondato il gruppo Blackstar (nome, peraltro, di una canzone del suo vecchio gruppo), conosciuto in alcuni paesi come Blackstar Rising, assieme a Carlo Regadas (chitarra solista, ex-Carcass), Mark Griffiths (chitarra ritmica, ex-Cathedral e ex-Year Zero) e Ken Owen (batteria, ex-Carcass).
Oltre ai Blackstar, nel periodo post-Carcass, Jeff Walker continua a realizzare disegni e grafiche per diversi gruppi, come aveva già fatto in passato con la copertina dell'album Scum dei Napalm Death. In questi anni disegna quella dell'album Rise of the Serpent Men degli Axegrinder ed il logo del gruppo death metal inglese Diamanthian's.
In Inghilterra, Jeff Walker è ben conosciuto tra le file degli attivisti di estrema sinistra specialmente per le sue azioni di sabotaggio di battute di caccia.
Jeff Walker è apparso nell'episodio Timeslides (1989) della commedia fantascientifica Red Dwarf insieme a Bill Steer, recitando la parte di 'Gaz', il bassista del gruppo Smeg and the Heads.

### Dal 2007
Walker ha partecipato ai concerti del gruppo grind finnico To Separate the Flesh from the Bones. Dall'inizio del 2007 è in tour con i Brujeria. Proprio in questa serie di esibizioni, per la prima volta, il gruppo ha fatto tappa anche in Italia, a Roma, il 25 febbraio.
Ha partecipato come ospite (alla voce) all'album dei Napalm Death The Code Is Red...Long Live the Code cantando nel brano Pledge Yourself to You e, sempre come ospite, a Onward Christian Soldiers dei This Is Menace e a Psykorgasm dei Mnemic. La sua voce appare anche nel brano A Methodical Overture, appartenente ad un album degli Aborted inititolato Slaughter & Apparatus: A Methodical Overture
Il 9 maggio 2006 è uscito, per l'etichetta Fractured Transmitter Records, il suo primo album solista Welcome to Carcass Cuntry dove propone cover di pezzi country e blues in chiave metal/grind; hanno partecipato all'album due componenti originari dei Carcass, Ken Owen e Bill Steer, e diversi componenti degli HIM.

## Discografia

### Con i Carcass
- 1987 – Flesh Ripping Sonic Torment (demo)
- 1988 – Symphonies of Sickness (demo)
- 1988 – Reek of Putrefaction
- 1989 – The Peel Sessions (EP)
- 1989 – Symphonies of Sickness
- 1991 – Necroticism - Descanting the Insalubrious
- 1992 – Tools of the Trade (EP)
- 1993 – Heartwork
- 1993 – The Heartwork (EP)
- 1996 – Swansong
- 2013 – Surgical Steel
- 2021 - Torn Arteries]

### Con i Blackstar
- 1997 – Promo96 demo
- 1997 – Barbed Wire Soul

### Con i Jeff Walker und Die Fluffers
- 2006 – Welcome To Carcass Cuntry

### Con i Brujeria
(con lo pseudonimo El Cynico)
- 2008 – Debilador (singolo) (basso e cori)
- 2010 – California über Aztlan (singolo) (basso e cori)
- 2014 – Ángel Chilango (singolo) (basso e cori)
- 2016 – Viva Presidente Trump! (singolo)	(basso)
- 2016 – Pocho Aztlan (basso e cori)

### Altri album
- 1989 – Electro Hippies – Play Fast Or Die
- 1993 – The Gutter Brothers – Already Dead (batteria e cori)

### Collaborazioni
- 2001 – Billie Godfrey – Number One (chitarra nei brani Who Knows e Heaven & Earth)
- 2002 – Spizz – Where's Captain Kirk? - The Very Best Of Spizz (batteria nei brani The Model, The Sun Never Sets On Aston Villa e Where's Captain Kirk?)
- 2004 – To Separate The Flesh From The Bones – Utopia Sadistica (con lo pseudonimo J. Offalmangler; voce aggiuntiva nei brani Amputated Whore, The Spoon, Reek of Excrete, The Revolt, Mutilated Virgin Slut e Drowned in Semen)
- 2005 – Napalm Death – The Code Is Red...Long Live the Code (voce nel brano Pledge Yourself To You)
- 2005 – This Is Menace – No End In Sight (voce nel brano Onward Christian Soldiers)
- 2005 – Bendover – Roll Over! Play Dead! (cori)
- 2006 – Send More Paramedics – The Awakening (cori nei brani Flail of God, The Unclean e I Am Every Dead Thing)
- 2007 – Aborted – Slaughter & Apparatus: A Methodical Overture (voce ospite nei brani A Methodical Overture e Odious Emanation)
- 2007 – Mnemic – Passenger (voce nel brano Psykorgasm)
- 2011 – Dia de los Muertos – Satánico dramático (voce aggiuntiva)
- 2011 – The Black Dahlia Murder – This Mortal Coil (singolo) (voce)
- 2011 – Lock Up – Necropolis Transparent (cori nei brani The Embodiment Of Paradox And Chaos, Parasite Drama, Unseen Enemy, Discharge The Fear e Vomiting Evil)
- 2013 – Chrome Hoof – Chrome Black Gold (voce nel brano Varkada Blues)
- 2014 – SSS – Limp. Gasp. Collapse. (voce ospite nei brani Dead Wood e Beige)
- 2014 – Corrupt Moral Altar – Mechanical Tides (voce ospite nei brani Die Glocke e Garland Greene)
- 2018 – Bloodbath – The Arrow of Satan Is Drawn (voce ospite nel brano Bloodicide)
- 2019 – Spoil Engine – Renaissance Noire (voce nel brano The Hallow)